# Сражение при Салем-Чёрч
Сражение при Салем-Чёрч (англ. Battle of Salem Church) — произошло 3 мая 1863 года неподалёку от города Фредериксберга, Виргиния, и представляло собой одно из сражений Чанселорсвиллской кампании американской гражданской войны. Иногда его рассматривают как одну из фаз сражения при Чанселорсвилле или как фазу второго сражения при Фредериксберге.
Когда утром 3 мая 1863 года федеральный VI корпус захватил высоты Мари под Фредериксбергом, вся дивизия Джубала Эрли, оборонявшая высоты, отступила на юг, и только приданная ей алабамская бригада Кадмуса Уилкокса отошла на запад и встала на дороге Пленк-Роуд, прикрывая тыл Северовирджинской армии. Через несколько часов федеральный корпус начал наступление на запад по Пленк-Роуд и атаковал позиции Уилкокса у церкви Салем-Чёрч силами дивизии генерала Брукса. Алабамская бригада отбила эту атаку, и в то же время ей на помощь подошла дивизия Лафайета Маклауза. Федеральный генерал Джон Седжвик не решился повторить атаку, а на следующий день дивизия Эрли заняла высоты в его тылу. Последовало сражение при Бэнкс-Форд, после которого Седжвик отвёл корпус за реку Раппаханок. Задержка корпуса Седжвика у Салем-Чёрч стала одной из причин неудачи Чанселлорсвиллской кампании генерала Джозефа Хукера.

## Предыстория
27 апреля федеральный главнокомандующий Джозеф Хукер начал Чанселорсвиллскую кампанию. Часть корпусов его армии была отправлена в рейд во фланг армии Роберта Ли, а часть осталась на позиции под Фредериксбергом: это были I корпус Рейнольдса на левом фланге и VI корпус Седжвика в центре. Вечером 28 апреля этим корпусам было приказано перейти Раппаханок, чтобы привлечь к себе внимание противника, и к утру следующего дня этот приказ был выполнен. Вечером 29 апреля Роберт Ли отправил свою армию на запад, навстречу корпусам Хукера, оставив на высотах у Фредериксберга только дивизию Джубала Эрли. Вечером 2 мая правый фланг Хукера был атакован и разбит дивизиями Томаса Джексона; в ответ Хукер приказал Седжвику перейти Раппаханок и атаковать тыл армии Ли. Седжвик получил этот приказ в 23:00, но не решился наступать в ночной темноте и только к утру начал атаки высот Мари, которые обороняла дивизия Джубала Эрли.
Около 10:00 высоты были взяты стремительной атакой лёгкой дивизии Хайрема Бёрнхама. Бригады Эрли оказались разрезаны надвое: сам Эрли с частью бригад отступил на юг, прикрывая железную дорогу, а бригады Гарри Хайса и Кадмуса Уилкокса оказались между федеральной армией и Чанселорсвиллом. Хайс воспользовался медлительностью федеральной армии и сумел присоединиться к Эрли. Джубал Эрли был убеждён, что Седжвик нацеливается именно на его дивизию, и стал готовить линию обороны южнее Фредериксберга. Однако у Седжвика был однозначный приказ — наступать на запад по Пленк-Роуд, чтобы выйти в тыл армии Роберта Ли. Седжвику очень не хотелось оставлять у себя в тылу дивизию Эрли, но после некоторых колебаний он всё же начал наступать в соответствии с приказом.

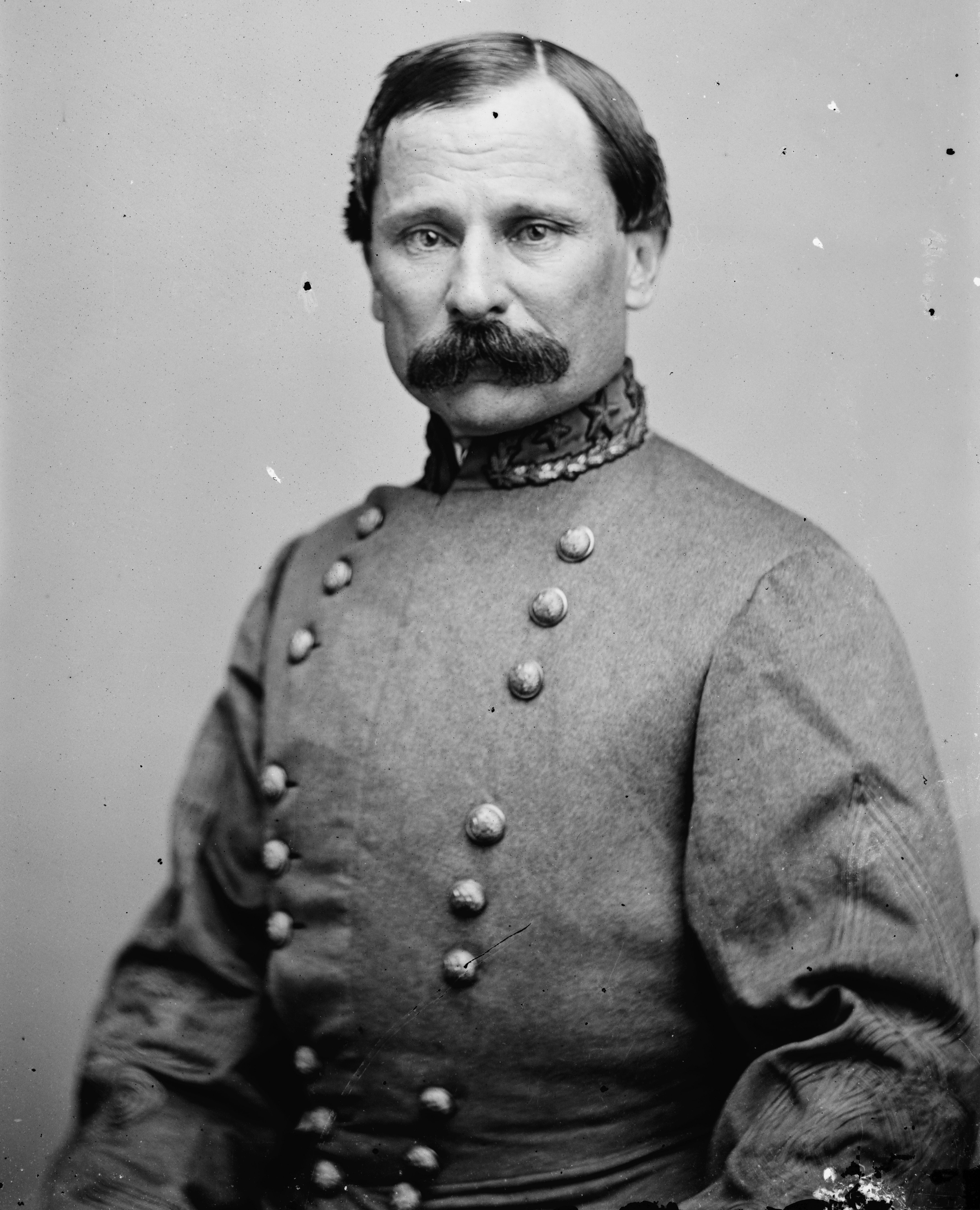
Бригадный генерал Кадмус Марселлус Уилкокс

Бригада Кадмуса Уилкокса с утра стояла на крайнем левом фланге позиций Эрли. Она состояла из пяти алабамских полков:
- 8-й Алабамский пехотный полк: полковник Янг Ройстон, подп. Хилари Герберт;
- 9-й Алабамский пехотный полк: май. Джеремия Уильямс;
- 10-й Алабамский пехотный полк: полковник Уильям Форни[англ.];
- 11-й Алабамский пехотный полк: полковник Джон Сандерс[англ.];
- 14-й Алабамский пехотный полк: полковник Люциус Пинкард.

Когда федералы начали выдвигаться на позиции, Уилкокс предположил, что на его участке серьёзного наступления не будет, и решил посоветоваться с другими офицерами — он нашёл генералов Барксдейла и Хайса у дома Стенбери, и Хайс сообщил ему, что противник сосредотачивается у Фредериксберга, и что он, Хайс, беспокоится за свой правый фланг. Уилкокс на всякий случай передвинул свою бригаду поближе, к низине у дома Тейлора. Там его застал вестовой от генерала Барксдейла, который сообщил о наступлении федералов и запросил подкреплений. Уилкокс отправил на помощь Барксдейлу 10-й алабамский полк и сам отправился вместе с полком, но в пути встретил отступающую бригаду Хайса, от которой узнал, что высоты Мари уже потеряны. Он предложил Хайсу организовать линию обороны, но у Хайса был приказ на соединение с частями Эрли. «Обнаружив, что я остался один по левую сторону Пленк-Роуд, а враг уже на вершине высот у Фредериксберга, и он втрое превосходит численностью мои силы, я почувствовал, что должен задержать его наступление сколько возможно долго», — писал Уилкокс в рапорте.
Как писал Стивен Сирс, генерал Уилкокс был не удовлетворён ходом кампании, в которой ему никак не удавалось себя проявить. Выпускник Вест-Пойнта 1846 года, как и знаменитый Джексон, он искал способа заслужить долгожданное повышение и вот теперь ему подвернулась возможность проявить себя. Он видел, что после взятия высот противнику открылся путь в тыл армии Ли по Оранж-Пленк-Роуд, и что с этим надо срочно что-то делать.

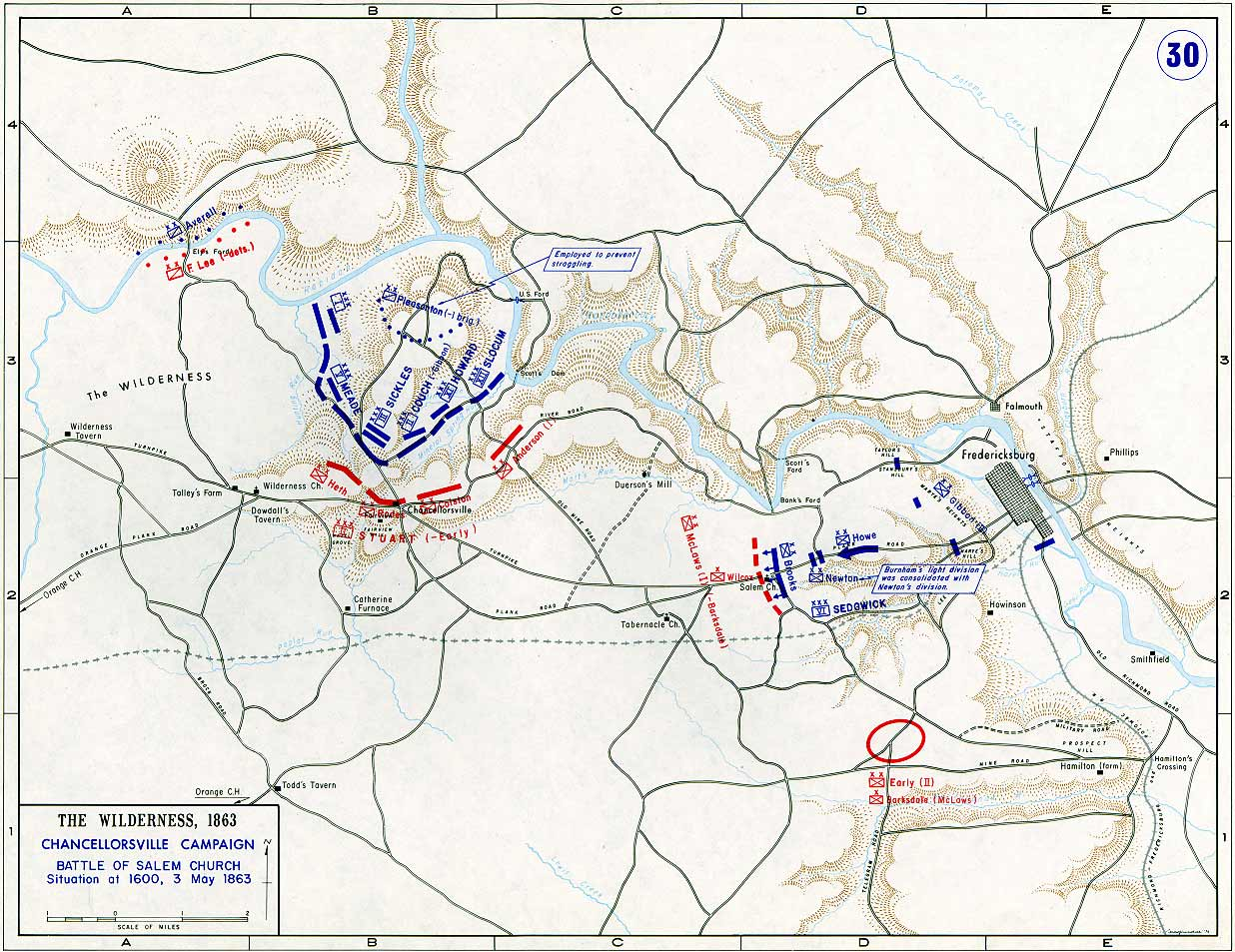
Положение сторон

Между тем генерал Седжвик пребывал в нерешительности. Практика ведения боевых действий предполагала преследование разбитого противника, но приказ главнокомандующего требовал немедленного наступления к Чанселорсвиллу. Выполнение приказа подразумевало, что Седжвик должен оставить у себя в тылу целую дивизию противника, и Седжвика эта перспектива не радовала. Как раз в это время пришло сообщение от Баттерфилда. Не ждите распоряжений от Хукера, писал Баттерфилд, он слишком занят, он получил травму, хотя и не тяжёлую. Никаких изменений приказа не последовало, Седжвику ничем не дали понять, что теперь Ли может переключить на него всё своё внимание.
В полдень Седжвик двинулся с дивизией Ньютона по Пленк-Роуд, дошёл до дома Геста и здесь остановился, опасаясь следовать дальше силами одной дивизии. Он разместил в доме Геста штаб и занялся планированием последующих манёвров. Он решил послать вперёд дивизию Брукса, которая ещё не участвовала в боях. Для этого Бруксу надо было пройти через Фредериксберг и далее по Пленк-Роуд — около пяти миль. В 14:00 дивизия Брукса вышла к дому Геста, а дивизия Хау следовала за ним. «Прошло уже три с половиной часа с момента захвата высот Мари, — писал Стивен Сирс, — а корпус Седжвика продвинулся всего на полторы мили вперёд. До Чанселорсвилла оставалось ещё восемь миль». Кроме этого, Седжвик не осознал, что две бригады генерала Гиббона подчиняются ему, а Гиббон не имел полномочий на самостоятельное принятие решения, поэтому он остался во Фредериксберге. Это сократило численность сил Седжвика до 22 500 человек.

## Сражение

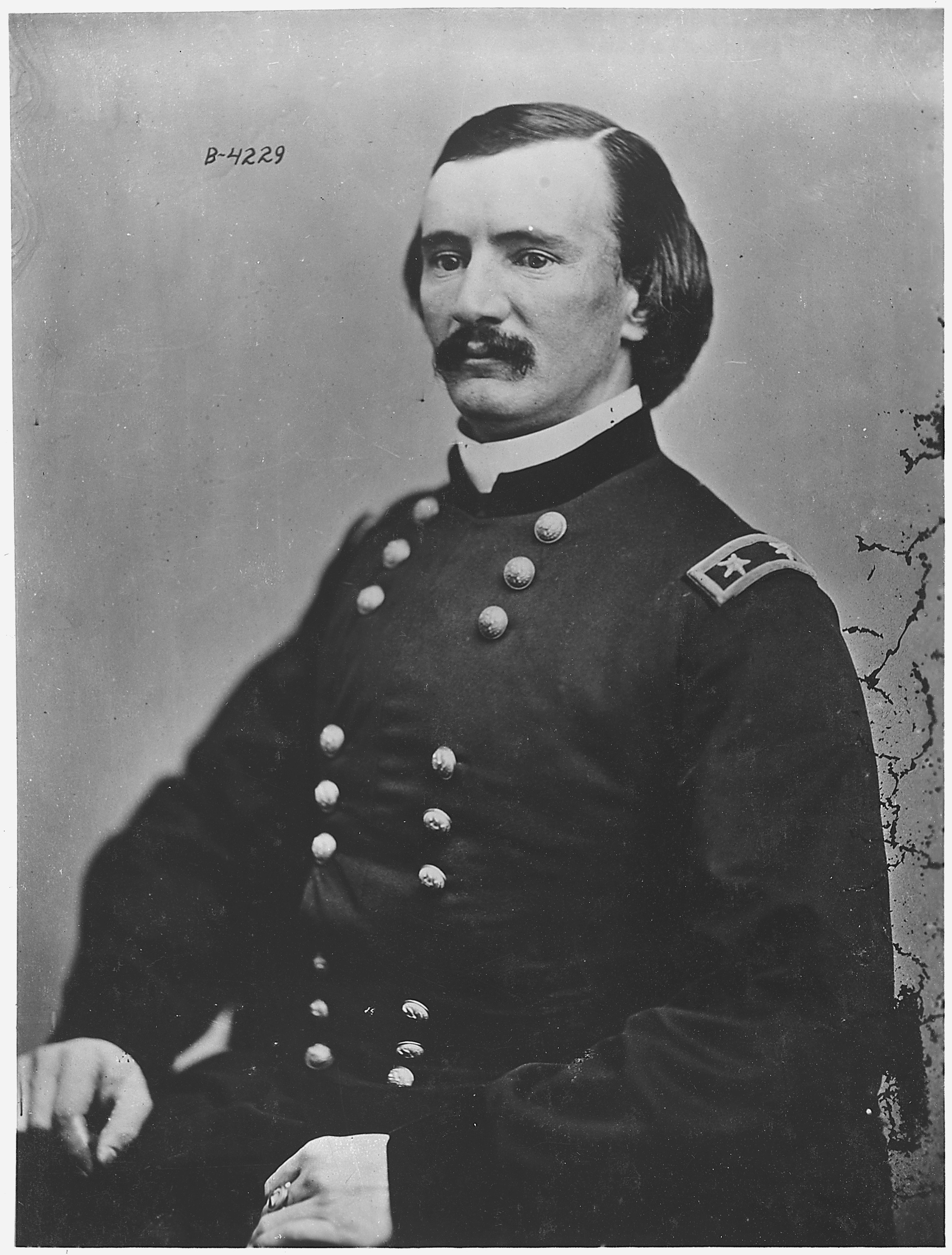
Бригадный генерал Джозеф Бартлетт

Пользуясь задержкой Седжвика у дома Геста, генерал Уилкокс отвёл свою бригаду на юго-запад и вышел на Пленк-Роуд у здания для сбора дорожной пошлины (Toll Gate). В 12:30 наблюдатели федеральной армии заметили его позицию и сообщили о ней командованию. Через час к Уилкоксу присоединились батарея лейтенанта Джеймса Коббса (2 нарезных орудия) и часть 15-го вирджинского кавалерийского полка. Федеральные наблюдатели оценили размер отряда Уилкокса в 5000—6000 человек. Уилкокс решил занять вершину пологой цепи высот, которая шла перпендикулярно Пленк-Роуд. Здесь у дороги стояла кирпичная баптистская церковь Салем-Чёрч, а немного южнее — бревенчатое здание школы. Уилкокс уже знал, что на помощь ему послана дивизия Маклоуза, и занял высоты так, чтобы они скрывали от противника прибытие подкреплений. Алабамцы развернулись в линию за полосой леса: к югу от дороги 8-й и 10-й Алабамские полки встали за изгородью фермы, а 9-й Алабамский встал за ними в виде резерва. К северу 11-й и 14-й Алабамские полки встали по краю небольшого оврага. Между 10-м и 11-м полками был зазор около 75—80 метров ширины, который заняла батарея из четырёх орудий. Постепенно подходила дивизия Маклоуза: бригада Джозефа Кершоу встала правее Уилкокса, а бригада Пола Семса, которая подошла только в самом начале боя, — левее.
Также Уилкокс приказал кавалеристам 15-го вирджинского (40 или 50 чел.) выйти вперёд, спешиться и развернуться в стрелковую цепь в миле перед своими позициями, у Toll Gate. Там же было приказано встать батарее Коббса. Уилкокс решил начать бой на этом участке, а затем отступать, заманивая противника под удар основной своей бригады. У бригадного командира редко бывает случай проявить инициативу (писал Стивен Сирс), а Уилкоксу выпал такой удобный случай.
Федеральная дивизия Брукса наступала колонной по обеим сторонам Пленк-Роуд. Левее дороги (по южной её стороне) шла бригада Джозефа Бартлетта, 4 из 5 полков. По правой стороне шла бригада Генри Брауна, тоже 4 полка из 5. По полку от каждой бригады и вся бригада Дэвида Рассела были оставлены у Фредериксберга, поэтому Брукс наступал фактически половиной своей дивизии.
Первый выстрел в сражении сделала батарея Коббса в 15:25. Подпустив противника на 800 метров, он открыл огонь и уже вторым выстрелом нанёс ему некоторые потери. Федералы сразу же развернулись в боевую линию: Генри Браун построил свою нью-джерсийскую бригаду к северу от дороги, отправив 6 рот 2-го Нью-Джерсийского полка в стрелковую цепь. Бригада Бартлетта развернулась южнее дороги, а две артиллерийские батареи встали прямо на дороге. 95-й Пенсильванский и 119-й Пенсильванский полки из бригады Рассела развернулись правее бригады Брауна. Как только федералы пошли вперёд, Коббс сразу же отвёл свою батарею назад, а вирджинцы стрелковой цепи также стали медленно отходить к лесу, который находился в 750 метрах за ними. У Коббса в это время подходили к концу снаряды, поэтому ему на замену выслали северокаролинскую батарею Бэзила Мэнли. Но и эта батарея быстро израсходовала боеприпасы (часть которых была уже растрачена в перестрелке у Чанселорсвилла), поэтому она вскоре отступила в тыл, и Уилкокс остался совсем без артиллерийской поддержки.
В тот момент, когда федеральная артиллерия открыла огонь по позициям алабамцев, Уилкокс получил сообщение о подходе бригад Маклоуза. Майор Коггин передал ему, что три бригады скоро придут ему на помощь.

Сражение при Салем-Чёрч

Федеральная линия прошла насквозь полосу густого леса и на его западной окраине наткнулась на алабамцев. «Неожиданно, — вспоминал командир 96-го Пенсильванского, — я увидел, как боевая линия мятежников вскочила на ноги. И тут-то цирк и начался. Мы стреляли как можно быстрее, и Джонни Реб отвечал тем же». Перестрелка началась сразу по всей линии на короткой дистанции. Бригада Брукса оказалась втянута в бой против двух бригад — Уилкокса и Семса. Джон Вуд, рядовой 53-го джорджианского из бригады Семса, вспоминал, что они стояли за небольшим земляным валом, так что под пули врага подставлялись только руки и ружья. Его рота была вооружена гладкоствольными ружьями, которые стреляли круглой пулей и тремя дробинами (так наз. «Buck and Ball»), нанося противнику на близкой дистанции тяжёлый урон. К югу от дороги 9-й Алабамский полк занял здание Салем-Чёрч и здание школы, превратив их в небольшую крепость. Эта крепость приостановила федеральное наступление на какое-то время. Собравшись с силами, северяне пошли на штурм этой крепости: 121-й Нью-Йоркский ворвался в бревенчатое здание школы, а 23-й Нью-Джерсийский захватил Салем-Чёрч, взяв в плен защитников церкви.
Западнее церкви держали оборону 8-й и 10-й Алабамские полки. Их атаковал 121-й Нью-Йоркский полк, которым командовал полковник Эмори Аптон. Он бросил свой полк в штыковую атаку — они ударили по 10-му Алабамскому и отбросили его («Посмотрите на этот чёртов 10-й!!», — крикнул Уилкокс). Отступление 10-го алабамского открыло фланг 8-го Алабамского. Его командир был уже ранен, но подполковник Хилари Герберт заметил опасность и развернул влево две роты, который открыли фланговый огонь по наступающим ньюйоркцам. Аптон потом вспоминал, что всего за 7 минут он потерял 200 человек из своих 453-х. В этот момент бросился в контратаку 9-й алабамский; к нему присоединились слева 11-й и 14-й, а затем и 10-й и 51-й джорджианские полки бригады Семса. Пенсильванские полки Рассела, стоящие на правом фланге, были обойдены и попали под фланговый огонь. Атакующие прорвались к церкви и школе, освободив там своих пленных. Бригады Брукса стали отступать за лес и далее к Toll Gate. Сам генерал Брукс в отчаянии наблюдал за происходящим. «Двадцать пять лет в армии, мистер Уилер, — сказал он своему адъютанту, — и вот, наконец, разбит».
Во время этой атаки майор 16-го Нью-Йоркского полка, Джон Джилмор, лично взял в руки знамя и пытался навести порядок в полку. В 1892 году он получил от президента Медаль почёта за героизм в этом сражении.
В русскоязычной книге Кирилла Маля «Гражданская война в США. 1861—1865» описывается не имевшая места в реальности атака бригад Маклоуза: «Мак-Лоуз… приказал атаковать. Вначале дивизия встретилась с рассеянными остатками бригады Уилкокса, и пропустив их через интервалы своей линии, столкнулась нос к носу с людьми Брукса». Сам Маклоуз в рапорте упоминал только участие двух полков Семса: «Один из полков Уилкокса отступил… но генерал Уилкокс вскоре исправил это и, перестроив своих людей, атаковал противника при поддержке двух полков бригады Семса, которые возглавил Семс, и отбросил его на приличное расстояние».
Когда разбитые бригады Брукса отошли к Toll Gate, дивизия Ньютона была ещё слишком далеко, чтобы что-либо предпринять. Алабамцы продолжали свою атаку через лес и далее через поля, поэтому федералы развернули несколько батарей, чтобы прикрыть отход своих частей. Седжвик приказал стрелять шрапнелью через головы отступающих, а когда пространство перед орудиями очистилось от своих, он приказал перейти на картечь. Уилкокс изучил противостоящие ему пехотные линии и решил отозвать атаку.

## Последствия

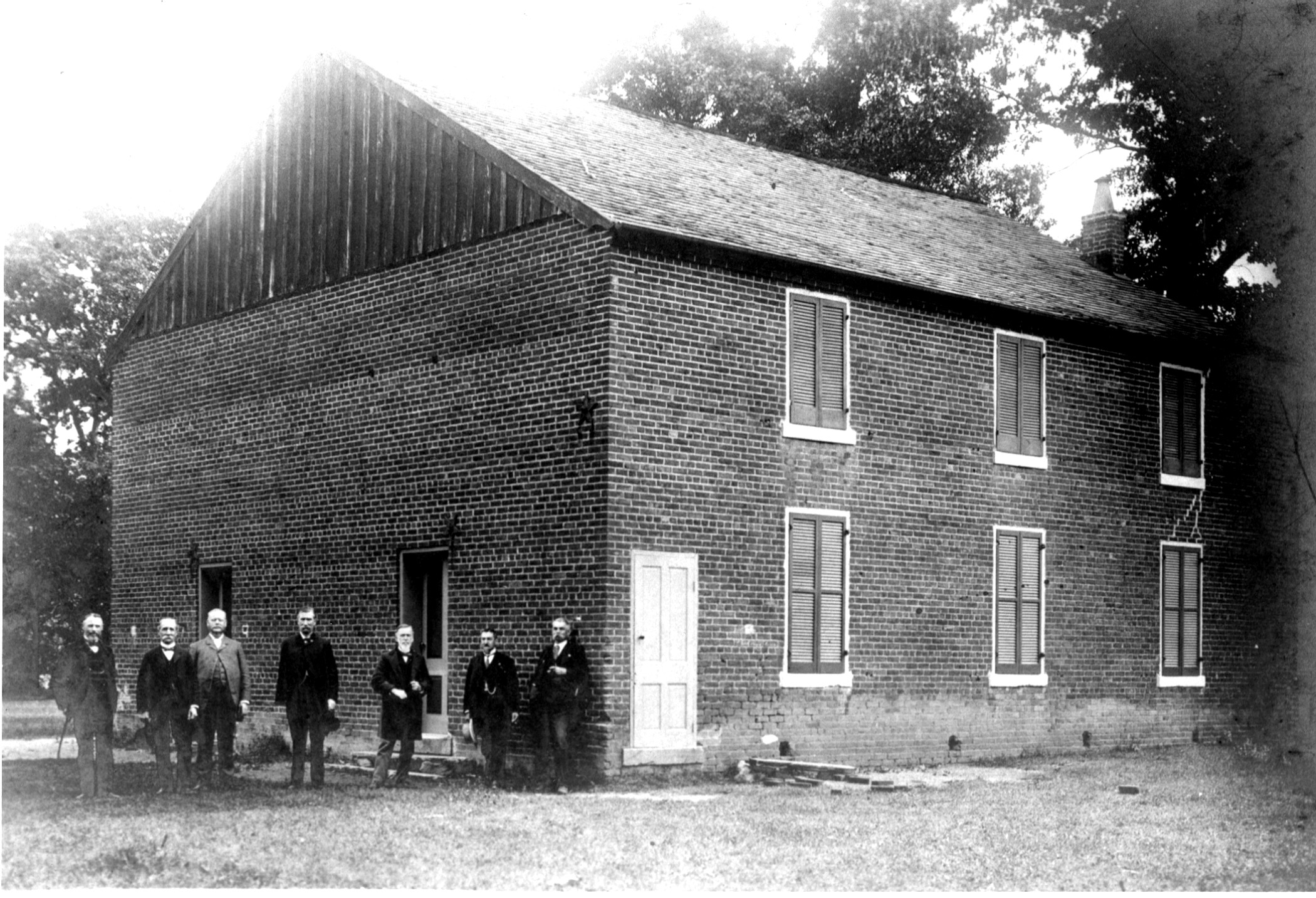
Салем-Чёрч и ветераны войны около 1900 года

Седжвик после сражения чувствовал себя всё так же неуверенно. Он находился на незнакомой местности, в трёх милях от переправ, и не знал ничего о численности противника, который находился и на западе и на юге. Он нуждался в чётких приказах, а их не поступало. Он так и не возобновил сражение до наступления ночи, а также не обеспечил охрану высот Мари, и в итоге утром 4 мая дивизия Эрли беспрепятственно заняла высоты, отрезав Седжвика от переправ. Седжвик переоценил численность дивизии Эрли и принял её за две дивизии Лонгстрита. После некоторых колебаний он решил отступать обратно за Раппаханок по переправе Бэнкс-Форд.
Алабамцы при Салем-Чёрч одержали блистательную победу. Бригады Махоуна, Кершоу и Уоффорда практически не были задействованы в бою, и сам дивизионный командир Лафайет Маклоуз, формально старший на поле боя, не вмешивался в управление войсками, доверив это Уилкоксу. После боя Маклоуз спросил Уилкокса, какой же полк начал контратаку и Уилкокс с гордостью сообщил, что это его бывший полк, 9-й Алабамский. «Это лучший полк из всех, что я видел», — сказал Маклоуз. «Генерал, — ответил Уилкокс, — это лучший полк на американском континенте».
Хроническая неспособность Седжвика действовать и двигаться быстро привела к тому, что его люди ввязались в полноценное сражение у Салем-Чёрч, в то время, как ещё днём они могли наступать, вообще не обращая внимания на единственную бригаду противника. Рядовые федеральной армии потом писали, что попали под удар превосходящих сил противника, хотя на деле силы были примерно равны — Брукс послал в бой примерно 4100 человек, а бригады Уилкокса и Семмса насчитывали примерно 4000 человек (Джон Бигелоу оценивает численность конфедератов в 10 000 человек). И бригады Брауна, и бригада Бартлетта были надёжными, ветеранскими бригадами Потомакской армии. Бартлетт потом писал, что в этот день атака его бригады впервые была отбита, впервые бригада не смогла удержать позицию и впервые она отступила перед лицом противника.

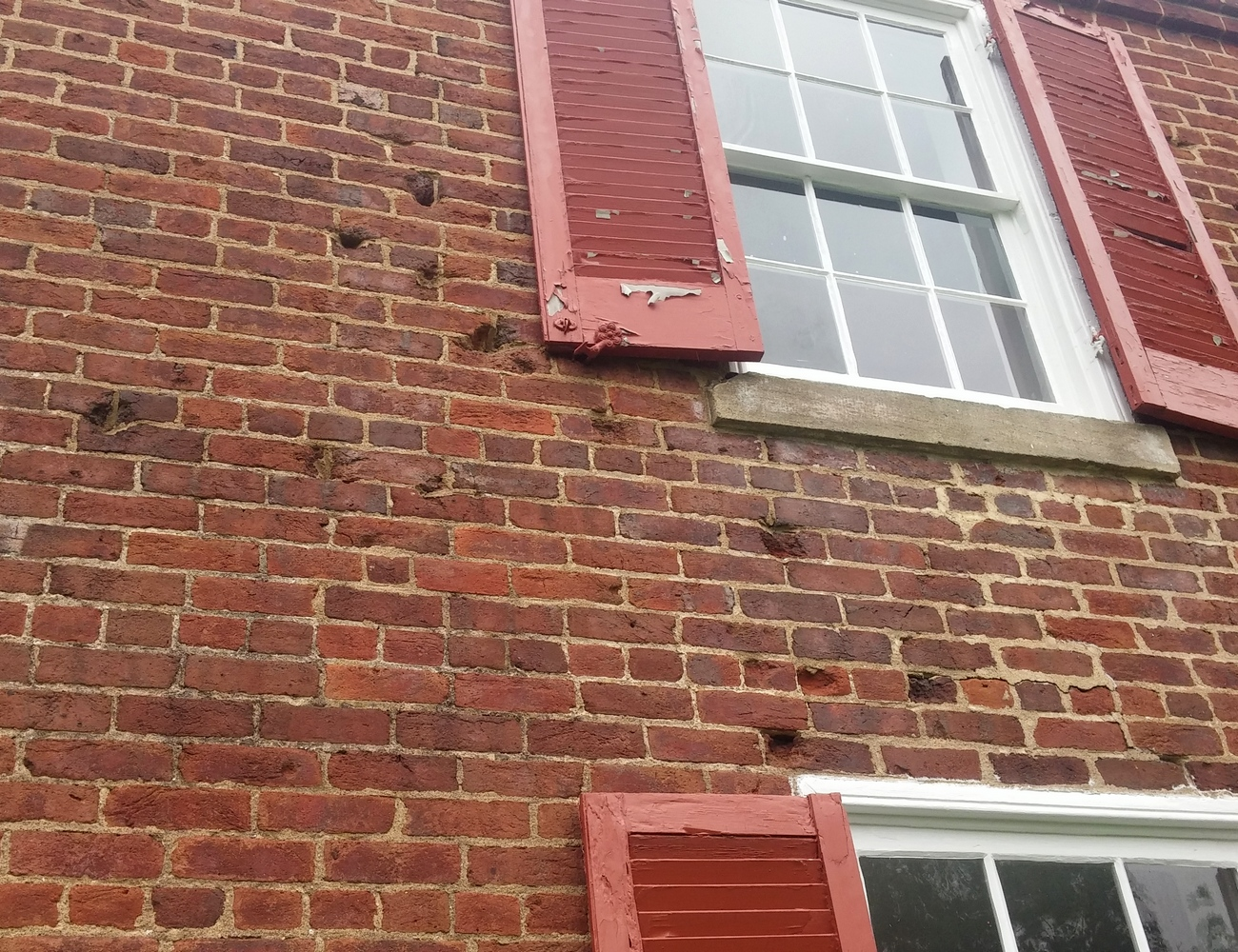
Следы пуль на северной стене Салем-Чёрч

Главным преимуществом алабамцев в этом сражении стали укрытия, из-за которых они вели огонь. Алабамцы не успели возвести никаких укреплений, но у них были естественные укрытия, а у северян не было никаких. Федеральные рядовые потом вспоминали, что им пришлось наступать через молодой вторичный лес, где не были ни единого крупного дерева, за которым можно было бы спрятаться. Полки Брукса потратили так много сил на штурм позиций противника, что не смогли отразить его контратаку, а вспомогательные части были слишком далеко.
Преимущества позиции алабамцев хорошо видны по соотношению потерь. VI корпус в тот день потерял 1523 человека, а то время как южане — только 674. Был убит Марк Коллет, командир 1-го Нью-Джерсийского полка, и ранен бригадный командир Браун. 121-й Нью-Йоркский полк потерял 276 человек — это были крупнейшие полковые потери той кампании, которые уступали только потерям 12-го Нью-Гемпширского (317 чел.) под Чанселорсвиллом. Уилкокс доложил о потере 495 алабамцев, из которых 75 было убито и 372 ранено, в том числе 6 офицеров убито и 23 ранено. Погибшими офицерами были: капитан Маккрери (8-й ал.), капитан Мёрфи (9-й ал.), лейтенант Харпер (10-й ал.) лейтенант Стредвик, (9-й ал.) и лейтенанты Бэнкстон и Кокс (14-й ал.). Полковник Янг Ройстон (командир 8-го алабамского) был тяжело ранен первыми же выстрелами у Салем-Чёрч и выбыл из строя до конца войны.

## Примечание
Комментарии
1. ↑  Частью второго сражения при Фредериксберге его считает, например, Вирджинская энциклопедия[3].
2. ↑  Летом 1862 года Уилкокс стал командиром дивизии, но за неудачи во втором сражении при Булл-Ран его вернули обратно к бригадному командованию[10].
3. ↑  Это здание находилось примерно в 60 метрах впереди основной линии Уилкокса[15].
4. ↑  Striking victory, по словам Сирса.

Ссылки на источники
1. 1 2 3 4 5 6 7  Sears, 1996, p. 385.
2. ↑  Furgurson, 1992, p. 280.
3. ↑  Kristopher White. Second Battle of Fredericksburg (англ.). Encyclopedia Virginia. Дата обращения: 20 октября 2015. Архивировано 9 ноября 2015 года.
4. ↑  Sears, 1996, p. 137—139.
5. ↑  Sears, 1996, p. 154—155.
6. ↑  Sears, 1996, p. 305—306.
7. ↑  Sears, 1996, p. 374—377.
8. ↑  Sears, 1996, p. 467.
9. 1 2 3 4  Cadmus M. Wilcox. Reports of Brig. Gen. Cadmus M. Wilcox (англ.). Дата обращения: 21 октября 2015. Архивировано 19 ноября 2015 года.
10. ↑  Brigadier General Cadmus Marcellus Wilcox (англ.). Excerpted from "The Generals of Gettysburg: The Leaders of America's Greatest Battle" by Larry Tagg. Дата обращения: 21 октября 2015. Архивировано из оригинала 9 июля 2015 года.
11. ↑  Sears, 1996, p. 374.
12. ↑  Sears, 1996, p. 375.
13. ↑  Sears, 1996, p. 376—377.
14. ↑  Sears, 1996, p. 377—379.
15. 1 2  Bigelow, 1910, p. 398.
16. ↑  Sears, 1996, p. 377—378.
17. 1 2  Sears, 1996, p. 378.
18. 1 2  Parsons, 2006, p. 99.
19. ↑  Sears, 1996, p. 382.
20. ↑  Parsons, 2006, p. 97.
21. ↑  Sears, 1996, p. 383—384.
22. ↑  John Curtis Gilmore (англ.). Дата обращения: 26 октября 2015.
23. ↑  Маль, 2002, p. 357.
24. ↑  Lafayette McLaws. Report of Maj. Gen. Lafayette McLaws (англ.). Дата обращения: 22 октября 2015. Архивировано 11 марта 2016 года.
25. ↑  Sears, 1996, p. 384.
26. ↑  Sears, 1996, p. 386—394, 423.
27. ↑  Sears, 1996, p. 384—385.
28. ↑  Bigelow, 1910, p. 399.
29. ↑  8th Alabama Infantry Regiment (англ.). The Civil War in the East. Дата обращения: 22 октября 2015. Архивировано 6 сентября 2015 года.